# Oertz W 6
Die Oertz W 6 war ein deutsches Flugboot des Ersten Weltkriegs. Aufgrund seiner markanten Tandem-Doppeldeckerbauweise wurde es auch als Oertz Flugschoner bezeichnet. Nach der Flugzeug-Gruppeneinteilung der Kaiserlichen Marine gehörte die W 6 zu den zweimotorigen Großflugzeugen (G-Typen).

## Entwicklung
Der Auftrag zur Entwicklung eines Seefernaufklärers wurde der Yachtwerft Max Oertz vom Reichsmarineamt am 26. August 1914 erteilt. Oertz legte die Konstruktion als Tandemdoppeldecker aus, um die Spannweite möglichst gering zu halten und um eine möglichst große Reichweite erzielen zu können. Für die optimale aerodynamische Formgebung wandte er sich um Unterstützung an den Leiter der Göttinger Modellversuchsanstalt für Aerodynamik, Ludwig Prandtl. Im institutseigenen Windkanal wurde ein Modell der W 6 ausgiebig getestet, ehe mit dem Bau des Prototyps begonnen wurde. Durch fortwährend durchgeführte Detailverbesserungen verzögerte sich die Fertigstellung erheblich. Hinzu kamen Engpässe bei der Lieferung der beiden Sechszylindermotoren vom Typ Maybach. So vergingen fast zwei Jahre, ehe der Flugschoner am 16. August 1916 dem Seeflugzeug-Versuchskommando in Warnemünde zur Erprobung übergeben werden konnte. Die Tests, für die die Marinenummer 281 zugewiesen wurde, nahmen ebenfalls mehrere Monate in Anspruch, weil weitere Modifizierungen vorgenommen werden mussten. So stellte es sich heraus, dass die W 6 ein schlecht zu kontrollierendes Rollverhalten auf dem Wasser besaß, was zum großen Teil darauf rückzuführen war, dass lediglich der vordere Oberflügel über Querruder verfügte, die zudem außerhalb des von den Luftschrauben erzeugten Luftstroms lagen. Das Problem konnte erst durch zwei zusätzliche, zwischen den beiden hinteren Tragflächen angebrachte Querruder gelöst werden. Die Verbesserungen zogen zwar eine Erhöhung der Flugdauer nach sich, doch konnte die im Flug ziemlich schwerfällige Konstruktion in keinem der anderen Punkte überzeugen. Letztendlich wurde die Erprobung im Juni 1917 abgebrochen, die W 6 als militärisch unbrauchbar eingestuft und verschrottet.

## Konstruktion

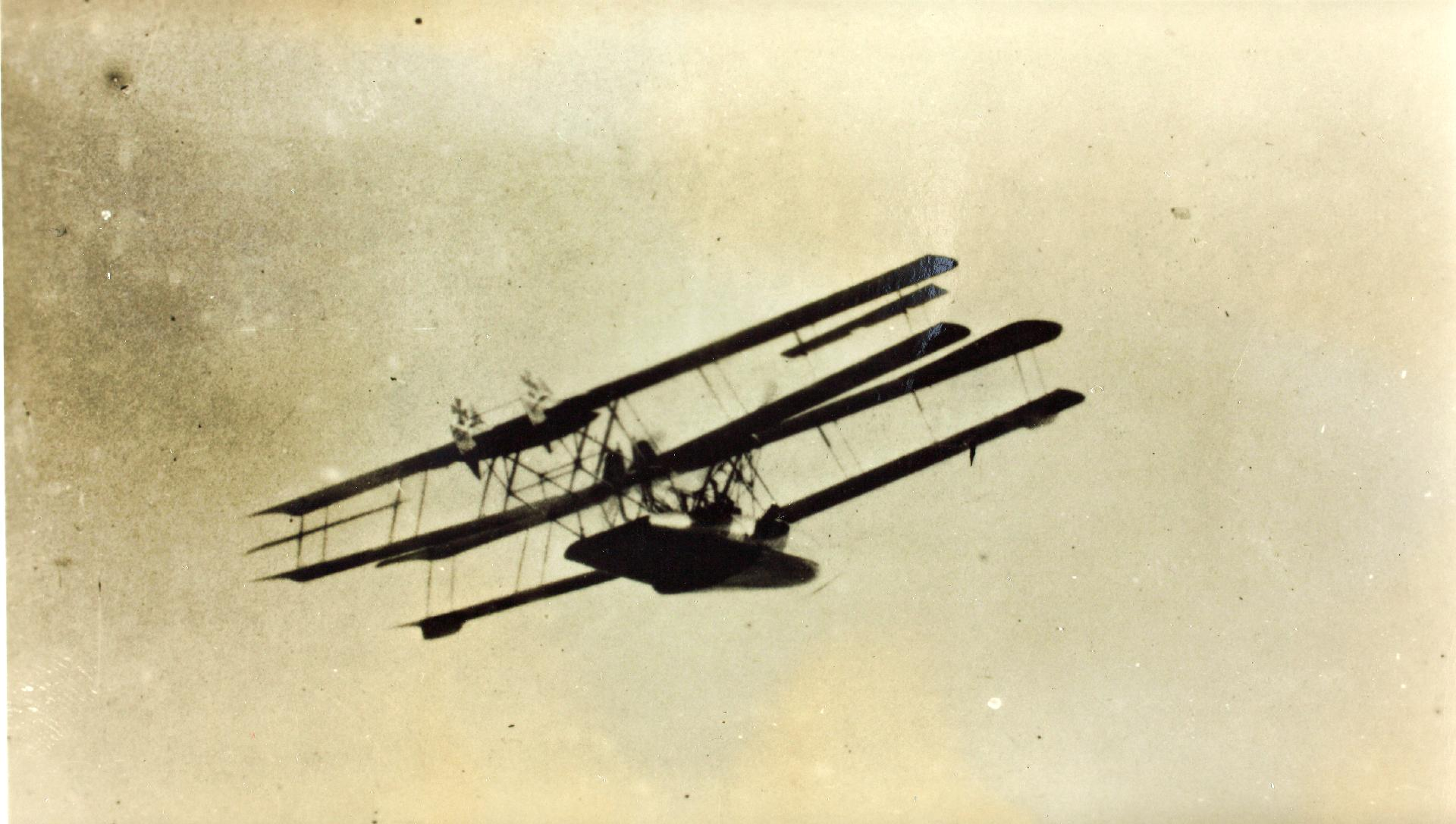
W 6 im Flug

Die Oertz W 6 verfügte über einen einstufigen Bootsrumpf von 10,80 m Länge, der sich zur Mitte hin stromlinienförmig bis auf 3,10 m verbreiterte und dahinter in einem Heckausleger auslief. Das vordere Tragwerk war direkt auf den Rumpf aufgesetzt und positiv gestaffelt. An den Enden der unteren Flächen befanden sich schmale Stützschwimmer. Nur der obere Tragflügel war mit Querrudern ausgerüstet. Das hintere Flächenpaar befand sich über dem Heck und war durch Metallstreben mit dem Rumpf verbunden, an die sich der Gitterträger für das Doppelleitwerk anschloss. Zwischen oberer und unterer Tragfläche waren zwei zusätzliche Querruder angebracht. Beide Tragwerke waren vierstielig ausgelegt. Die beiden Triebwerke waren im Bootsinneren untergebracht und wirkten auf die an der Hinterkante des vorderen Flächenpaares befindlichen Druckschrauben über einen Ketten-Fernantrieb. 

## Technische Daten

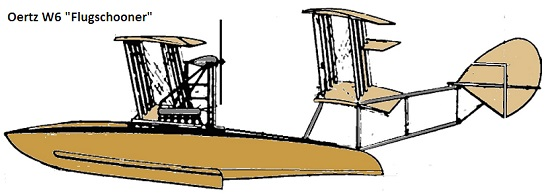
Farbgrafik der Seitenansicht

| Kenngröße             | Daten                                                   |
| --------------------- | ------------------------------------------------------- |
| Besatzung             | 3                                                       |
| Spannweite            | 20,00 m (oben und unten)                                |
| Länge                 | 14,53 m (gesamt) 10,80 m (Rumpf)                        |
| Höhe                  | 4,78 m                                                  |
| Tragfläche            | 162,7 m²                                                |
| Flächenbelastung      | 30,80 kg/m²                                             |
| Leistungsbelastung    | 10,18 kg/PS                                             |
| Leermasse             | 3780 kg                                                 |
| Zuladung              | 1250 kg                                                 |
| Startmasse            | 5030 kg                                                 |
| Antrieb               | zwei wassergekühlte 6-Zylinder-Reihenmotoren Maybach IV |
| Nennleistung          | je 240 PS (177 kW)                                      |
| Höchstgeschwindigkeit | 118 km/h in Bodennähe                                   |
| Bewaffnung            | zwei bewegliche Parabellum MG 14, 7,92 mm               |